# Hornpipe Heights
Die Hornpipe Heights (englisch für Hornpfeifenhöhen) sind eine Gruppe markanter und rund 1200 m hoher Gebirgskämme im Norden der Alexander-I.-Insel westlich der Antarktischen Halbinsel. Sie werden begrenzt durch den Sullivan-, den Mikado- und den Clarsach-Gletscher.
Das UK Antarctic Place-Names Committee benannte sie 1977 in Anlehnung an die Benennung des Whistle Pass, der an den nordöstlichen Teil des Gebirges anschließt.